# Саки (город)
Са́ки (укр. Саки, крымскотат. Saq, Сакъ) — город в Крыму. Является центром Сакского района Крыма, однако в состав района не входит, образуя городской округ Саки (Сакский городской совет) как единственный населённый пункт в его составе. Бальнеогрязевой курорт.
В начале XXI века город активно развивается как «столица инвалидов-колясочников»: он на 80 % оборудован пандусами и приспособлен для приёма и проживания людей с ограниченными возможностями передвижения, которые составляют почти четверть его населения. В немалой степени этому способствует удобное сочетание тёплого климата и плоской приморской равнины.

## Этимология
Происхождение названия возможно от названия племён саков, проживавших в этих местах в древние времена(название восходит к скифскому слову saka — ‘олень’). По мнению Е. М. Поспелова, название по расположению на лиманном солёном озере Саки. Гидроним предположительно из тюркского саки — «мешок».

## География

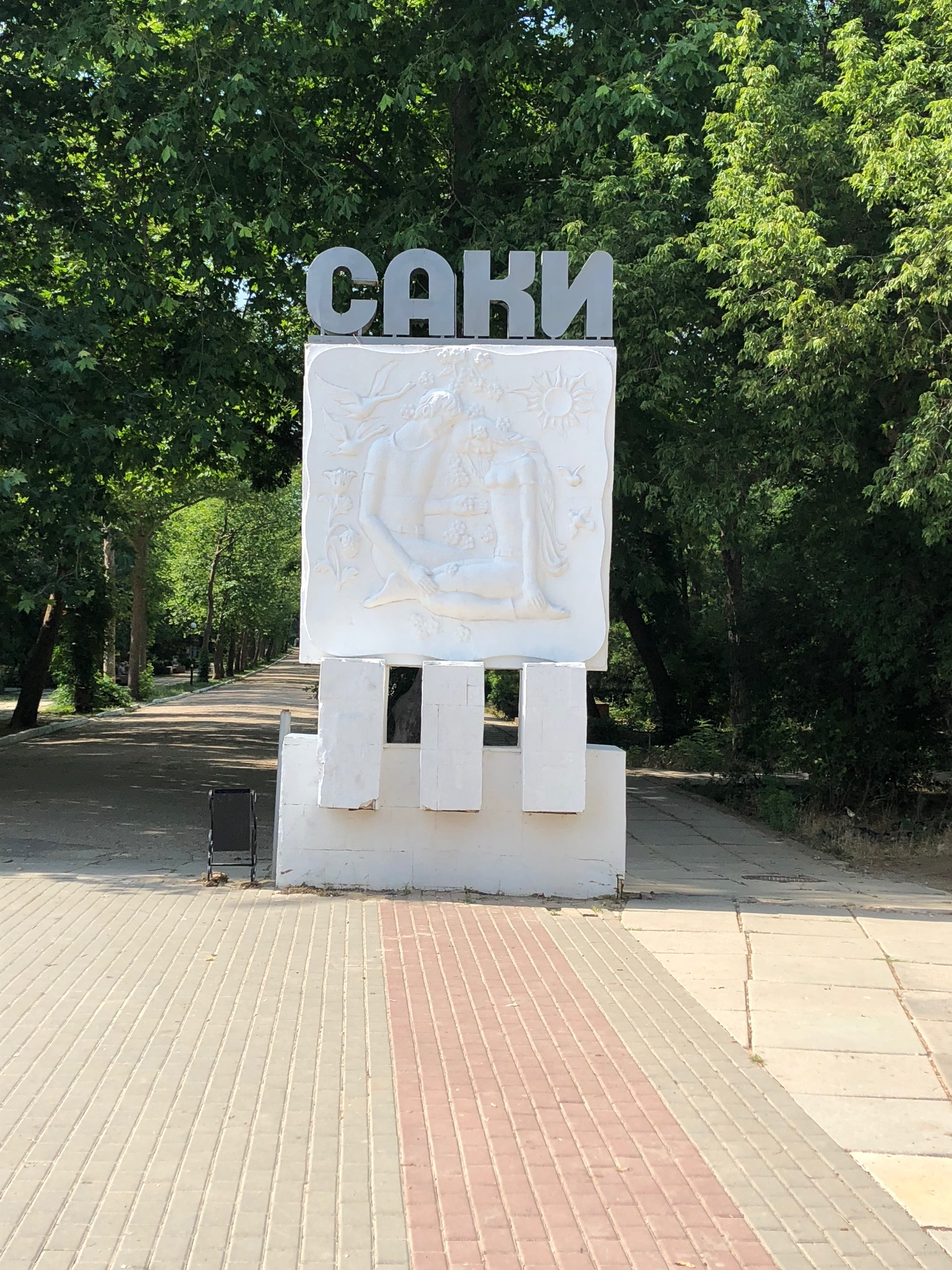
Вход в санаторий «Саки»

Находится на Западном побережье Крыма в 4—5 км от Чёрного моря, в 22 км от Евпатории, в 45 км от Симферополя. География города довольно своеобразна: он занимает участки приморской равнины к северу от солёного Сакского озера. Непосредственно к городу примыкают посёлки Орехово, Лесновка, Владимировка, Прибрежное, Новофёдоровка, Михайловка, Чеботарка. В городской черте также расположены озёра Михайловское, Тобе-Чокрак и пруд Ковш. Рек в черте города нет. Длина береговой линии песчаных пляжей территории города (Каламитский залив Чёрного моря) составляет около 4,6 км.

### Климат
Широко известен как старейший бальнеологический курорт. По климатическим и природным условиям Саки близки к Евпатории. Климат здесь приморско-степной, очень засушливый, умеренно мягкий, с мягкой зимой. Часты сильные степные ветры. Средняя годовая температура воздуха +12,2 °C, что лишь немного прохладней чем на ЮБК. Средняя температура летних месяцев +22 °C, зимних — около +2 °C. Продолжительность солнечного сияния в течение года — 2500 часов (в Ялте — 2223).

## История
Во времена Крымского ханства Саки представляли собой небольшое село, входившее во владения знатного крымского рода Мансур.
В 1827 году в Саках была основана первая в Российской империи грязелечебница, а десять лет спустя здесь открылось отделение Симферопольского военного госпиталя.
В годы Крымской войны недалеко от Сак, между озёрами Сакским и Кызыл-Яр, высадились войска коалиции, в дальнейшем участвовавшие в осаде Севастополя. В начале февраля 1855 года здесь сосредотачивались войска генерала С. А. Хрулева перед штурмом Евпатории. Во время обстрела противником селение Саки было разрушено.
После Крымской войны в ходе второй волны эмиграции крымских татар в 1860—1864 годах, согласно «Памятной книжке Таврической губернии за 1867 год», Саки покинула большая часть крымскотатарского населения, но позже населённый пункт вновь был заселён татарами, греками и русскими переселенцами. Застраивался разрушенный и брошенный населением посёлок медленно. В 1858 году здесь поселились переселенцы из Полтавской губернии, позднее появились и греки, выходцы из Константинополя. Город получил свой герб, на котором изображён бронтозавр (см. Борьба бронтозавра с цератозаврами).
Однако настоящим городом Саки стали в советскую эпоху, когда происходил бурный рост населения.
В 1952 году ему присвоен статус города.
После аннексии Крыма в рамках созданного в России территориального деления Республики Крым вместо Сакского горсовета был создан городской округ Саки.
17 июля 2020 года парламент Украины принял постановление о новой сети районов в стране, которым предполагается объединить Сакский и Черноморский районы, Сакский и Евпаторийский горсоветы в Евпаторийский район, однако данное изменение не вступает в силу в рамках украинского законодательства до «возвращения Крыма под общую юрисдикцию Украины».

## Население
| 1805    | 1926    | 1939    | 1959    | 1970    | 1979    | 1989    | 1992    | 1998    |
| ------- | ------- | ------- | ------- | ------- | ------- | ------- | ------- | ------- |
| 396     | ↗2450   | ↗7779   | ↗18 122 | ↗24 208 | ↗31 230 | ↗38 690 | ↗39 500 | ↘31 900 |
| 2001    | 2006    | 2009    | 2010    | 2011    | 2012    | 2013    | 2014    | 2015    |
| ↘29 416 | ↘26 400 | ↘24 765 | ↘24 580 | ↘24 323 | ↘24 038 | ↘23 655 | ↗25 146 | ↗25 195 |
| 2016    | 2017    | 2018    | 2019    | 2020    | 2021    |         |         |         |
| ↘25 186 | ↘24 885 | ↘24 797 | ↘24 727 | ↘24 654 | ↘24 285 |         |         |         |

На 1 января 2025 года по численности населения город находился на 594-м месте из 1124 городов Российской Федерации.
Национальный состав
По данным переписей населения 2001 и 2014 годов:
| национальность  | 2001, всего, чел. | % от все- го | 2014 всего, чел. | % от все- го | % от указав- ших |
| --------------- | ----------------- | ------------ | ---------------- | ------------ | ---------------- |
| указали         |                   |              | 24046            | 95,63 %      | 100,00 %         |
| русские         | 18573             | 65,12 %      | 17354            | 69,01 %      | 72,17 %          |
| украинцы        | 6938              | 24,33 %      | 4001             | 15,91 %      | 16,64 %          |
| крымские татары | 1646              | 5,77 %       | 1324             | 5,27 %       | 5,51 %           |
| татары          | 118               | 0,41 %       | 460              | 1,83 %       | 1,91 %           |
| белорусы        | 527               | 1,85 %       | 358              | 1,42 %       | 1,49 %           |
| армяне          | 130               | 0,46 %       | 148              | 0,59 %       | 0,62 %           |
| евреи           | 68                | 0,24 %       | 40               | 0,16 %       | 0,17 %           |
| поляки          | 51                | 0,18 %       | 36               | 0,14 %       | 0,15 %           |
| цыгане          | 67                | 0,23 %       | 35               | 0,14 %       | 0,15 %           |
| азербайджанцы   |                   |              | 31               | 0,12 %       | 0,13 %           |
| молдаване       |                   |              | 30               | 0,12 %       | 0,12 %           |
| другие          | 404               | 1,42 %       | 229              | 0,91 %       | 0,95 %           |
| не указали      |                   |              | 1100             | 4,37 %       |                  |
| всего           | 28522             | 100,00 %     | 25146            | 100,00 %     |                  |

1805 год — 396 чел. (378 крымских татар, 16 цыган, 2 ясыря)
1926 год — 2450 чел. (1792 русских, 327 украинцев, 112 крымских татар, 52 армянина, 48 евреев, 14 немцев, 12 эстонцев)
2006 год — 26 400 чел. (66 % русских, 25 % украинцев, 6,5 % крымских татар, 2 % белорусов, а также армяне, греки, евреи, поляки, крымчаки, караимы)

## Курортная отрасль

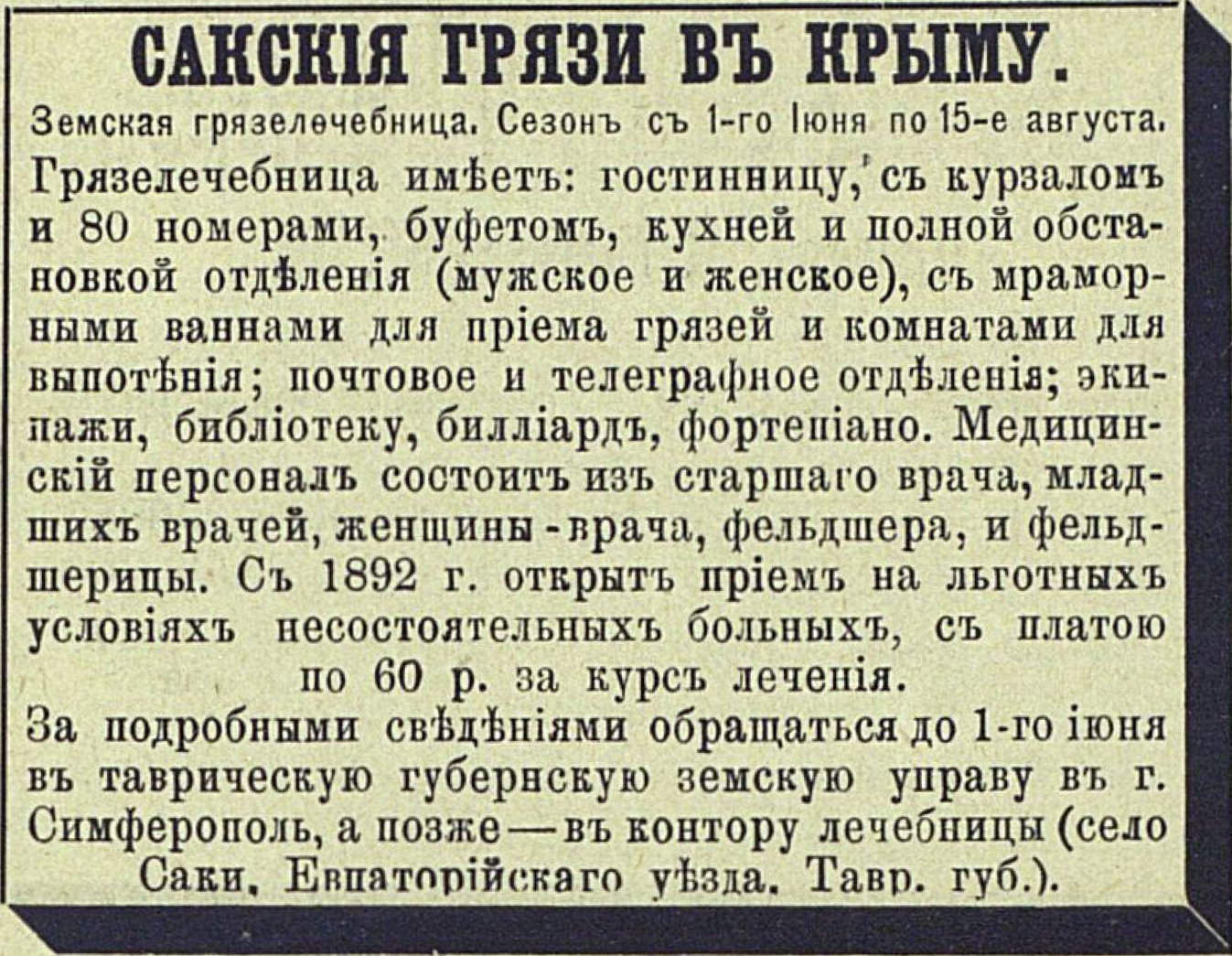
Реклама грязелечебницы,
1896 год.

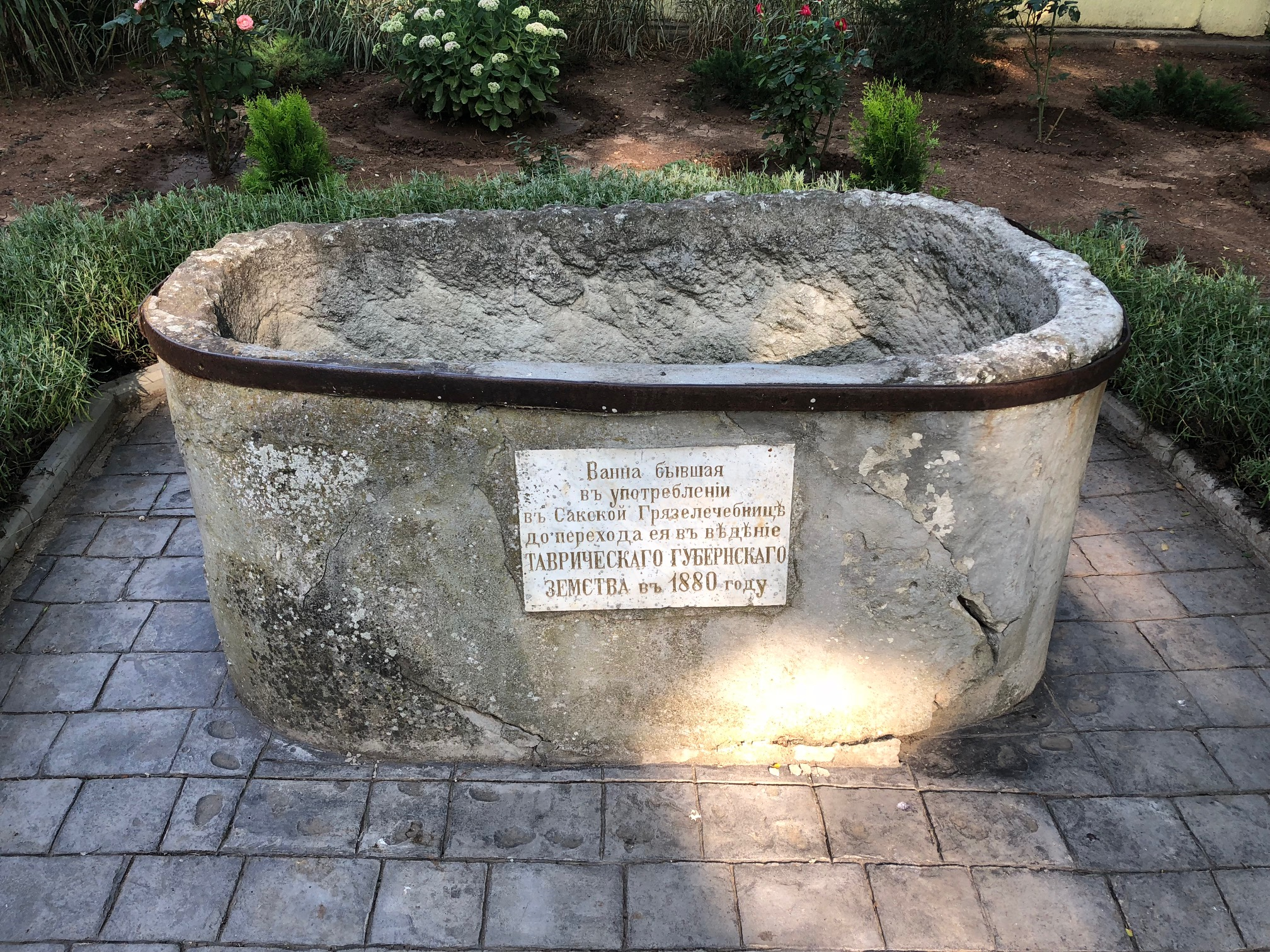
«Ванна, бывшая в употреблении в Сакской грязелечебнице до перехода её в ведение Таврического губернского земства в 1880 году»

Саки известны благодаря своим высокоминерализированным иловым приморским грязям и рапе. В Саках девять санаториев, в том числе специализированный санаторий для лечения спинальных больных им. Николая Бурденко, курортная поликлиника, грязелечебница и водолечебница со специальным бюветом для отпуска минеральной воды.
Санаторный потенциал образован благоприятными климатическими особенности, богатыми лечебными ресурсами, приморско-степным климатом с более 2500 часов солнечного сияния дней в году, термальными минеральными источниками, солёным озером с иловой лечебной грязью, парком-дендрарием, на территории которого находятся санатории, и близостью моря. Дно бессточного Сакского озера покрыто мощным слоем иловой минеральной грязи с высокими лечебными свойствами. Для лечения больных используются лечебная грязь, рапа и минеральная вода (бальнеогрязепроцедуры — основа курортного лечения здесь). Лечебный пляж курорта находится в 4—5 км от здравниц (8—10 минут езды на курортном автобусе).
В городе высокая доступность для инвалидов на колясках. Значительная часть населения занимается обслуживанием инвалидов-колясочников.
Вспомогательным средством для лечения являются источники минеральных вод. Наибольшее распространение получила слабощелочная вода «Крымская минеральная». Другие источники используются для ванн и имеют пока ограниченное применение. В санаториях города и в курортной поликлинике лечат больных с гинекологическими заболеваниями, поражениями опорно-двигательного аппарата нетуберкулёзного происхождения, нервной системы и др.

## Экономика
В городе находился один из крупнейших в Крыму химических заводов, специализирующийся на выпуске перманганата калия, бромистого метила, персоли и поваренной соли. Завод был остановлен в 2002 году из-за проблем с утилизацией отходов.
На базе минеральных источников работает завод по выпуску минеральной воды. В 1990 году завод разливал 40,9 млн бутылок, в 1994 — 16,7 млн бутылок. В Саках производится известная в Крыму и за его пределами минеральная вода «Крымская».
Перерабатывающая промышленность представлена молокоцехом Евпаторийского гормолокозавода и хлебокомбинатом.
В городе был основан и развивается НИИ прикладной химии с научной, конструкторской и экспериментально-промышленной базами по разработке технологии йодобромной промышленности и марганцевых соединений.
На заводе стройматериалов выпускаются железобетонные изделия для строительства. Развита добыча природного камня — ракушечника, строительного песка.

### Транспорт
Через город проходят транспортные магистрали: автодорога республиканского значения и электрифицированная железная дорога (ветка Остряково-Евпатория). В городе есть автовокзал и железнодорожная станция. В 36 км от Сак находится аэропорт, в 20 км (Евпатория) — грузопассажирский морской порт. Протяжённость городских дорог — 62 км.
В городе действует 6 автобусных маршрутов.
Проехать в Саки из Евпатории можно пригородным поездом или рейсовым автобусом. Расстояние 20 км. Автодорога пролегает вдоль берега с песчаными пляжами. Время в пути от Симферополя до Сак составляет около часа.

## Достопримечательности
Достопримечательностью города является Сакский курортный парк, насчитывающий до восьмидесяти видов деревьев и кустарников. Памятники Лесе Украинке, Н. В. Гоголю и С. О. Макарову напоминают о том, что они лечились в Саках. На 5-м километре от Евпатории находится памятник морякам-десантникам, героям евпаторийского морского десанта. В начале Морской улицы расположено греко-скифское городище Кара-Тобе.

## Города-побратимы
| Согласно сайту Сакского горсовета: - Вельс, Австрия (1998) - Вадул-луй-Водэ, Молдова (2013) - Грозный, Россия (2009) - Долина (2010) - Ессентуки, Россия (2014) - Ливны, Россия (2009) - Назрань, Россия (2014) - Протвино, Россия (2007) - Рубежное, Украина (2010) | - Судак, Крым (2011) - Фетхие, Турция (2008) - Центральный район г. Гомель, Беларусь (2007) - Цюнхай, Китай (2012) - Щигры, Россия (2008) - Урай, Россия (2015) - Братск, Россия (2015) - Тобольск, Россия (2015) |

## СМИ
- Телевидение: В городе есть «РТРС Саки», цифровое эфирное телевидение в стандарте DVB-T2, можно принять на 50-55 % качества из Евпатории, а также возможен приём в зависимости от рельефа и антенны с усилителем цифрового эфирного телевидения в стандарте DVB-T2 из городов Севастополь и Симферополь.
- Радио: Радиостанции принимаются в хорошем качестве из городов Евпатория, Севастополь и Симферополь.